# Yukiya Satō
Yukiya Satō, född 19 juni 1995, är en japansk backhoppare. Han ingick i det japanska lag som vann brons i lagtävlingen i stor backe vid Världsmästerskapen i nordisk skidsport 2019.